# 森徳一郎
森 徳一郎（もり とくいちろう、1885年11月2日 - 1972年）は、愛知県丹羽郡浅野村（現・一宮市浅野）出身の郷土史家。縄文時代の遺跡である馬見塚遺跡を発見したこと、『一宮市史』を編纂したことで知られている。

## 生涯

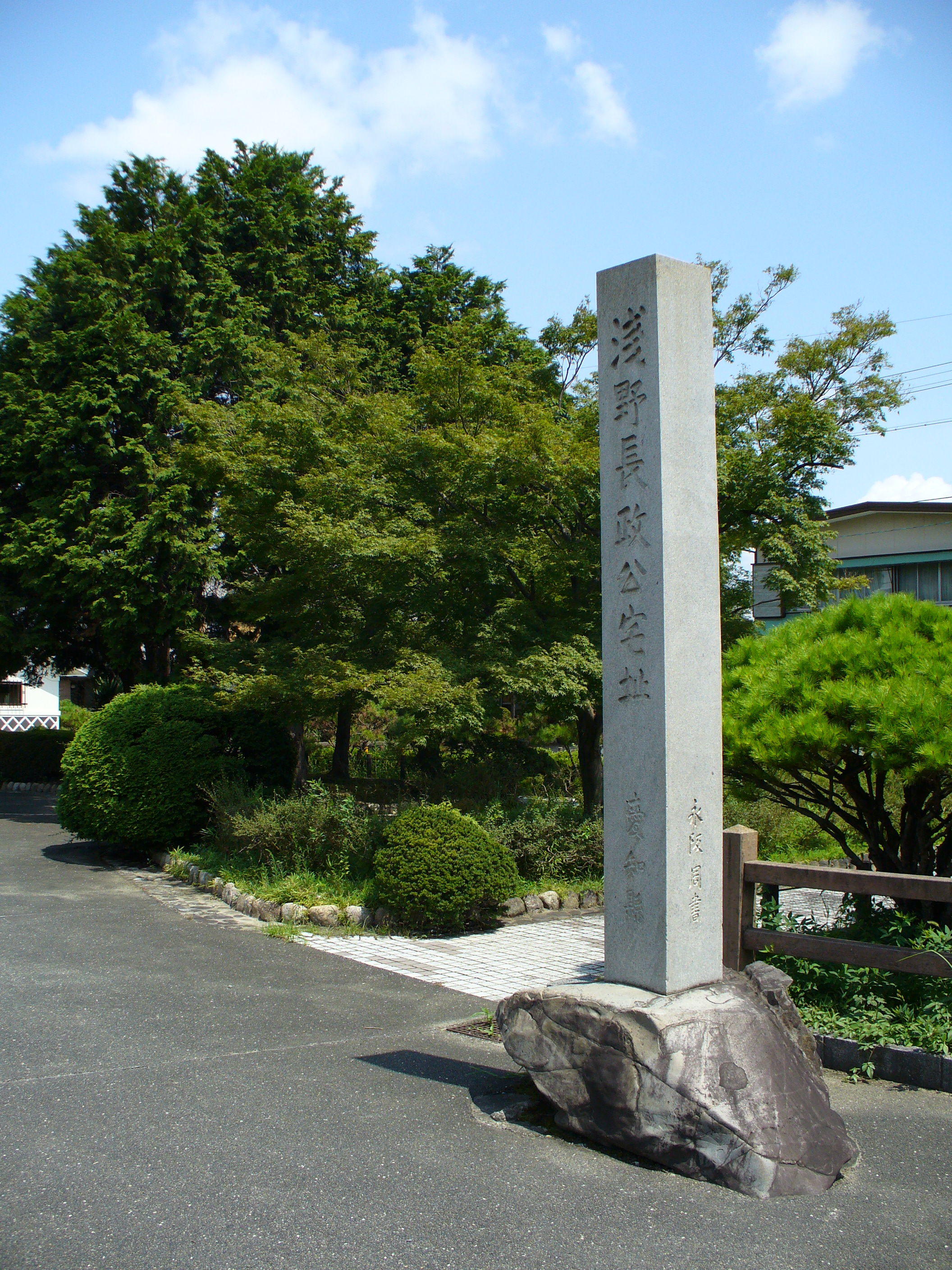
浅野公園

1885年（明治18年）11月2日、徳一郎は愛知県丹羽郡浅野村（現・一宮市浅野）で味噌や醤油の醸造業を生業とする森家に生まれた。幼少期に亡くなった双子の弟（徳治郎）がいる。岐阜県可児郡御嵩町にある岐阜県立東濃中学校に進学したが中退。青年期には俳人を志し、佐藤紅緑や河東碧梧桐に学んだ。浅野守（あさののかみ）や吐句一楼（とくいちろう）などという俳号を用いている。
1914年（大正3年）には浅野村にあった浅野長政公宅跡の顕彰を志して浅野史跡顕彰会を結成し、1917年（大正6年）にはその努力が浅野公園として実を結んだ。1925年（大正14年）には縄文時代・弥生時代・古墳時代に至る複合遺跡である馬見塚遺跡（まみづかいせき）を発見して学会に報告。当時は尾張地方平野部に先史時代の遺跡は存在しないとするのが定説だったため、森の報告は驚きをもって受け止められた。考古学者の大場磐雄や森本六爾らを馬見塚遺跡に案内し、出土物の考察結果を学会に発表し続けた。
1925年（大正14年）には一宮市の日野常太郎市長から『一宮市史』の編纂を委嘱され、資料の収集や執筆作業を行った。委嘱から14年後の1939年（昭和14年）、森林右ェ門市長の下でついに『一宮市史』が刊行された。その後も『一宮市史 西成編』や『起町史』の編纂に携わり、また多くの自著を刊行した。一宮市民には森徳さん（もりとくさん）として親しまれ、1972年（昭和47年）に泉下の客となった。